# Platyhedylidae
Platyhedylidae Salvini-Plawen, 1973 è una famiglia di molluschi gasteropodi marini appartenenti al superordine Sacoglossa, unico membro della superfamiglia Platyhedyloidea.

## Tassonomia
La famiglia comprende i seguenti generi:
- Gascoignella K. R. Jensen, 1985
- Platyhedyle Salvini-Plawen, 1973